# آداب ناصری
آداب ناصری کتابی است در زمینهٔ اخلاق در زبان فارسی که با قلم محمد ابراهیم محلاتی در سال ۱۳۰۱ قمری به نگارش در آمده است. این کتاب به نام ناصرالدین‌شاه نوشته شده و از خاندان او جانبداری کرده است. آداب ناصری در همان سال نگارش با مقدمه‌ای از اعتمادالسلطنه و مؤخره‌ای از محمدرضا صافی اصفهانی به چاپ رسید و پس از آن هم بارها منتشر شد.